# Джерело № 3 (Лази)
Джерело № 3 — гідрологічна пам'ятка природи місцевого значення. Об'єкт розташований на території Воловецького району Закарпатської області, с. Лази, урочище «Кобза».
Площа — 0,5 га, статус отриманий у 1984 році (Рішення Закарпатського облвиконкому від 23.10.1984 р. № 253).
Охороняється джерело мінеральної води та прилегла територія. Вода гідрокарбонатно-калієво-магнієва, загальна мінералізація - 0,5 г/л. Придатна для лікування захворювань органів травлення.